# Stanislav Sucharda

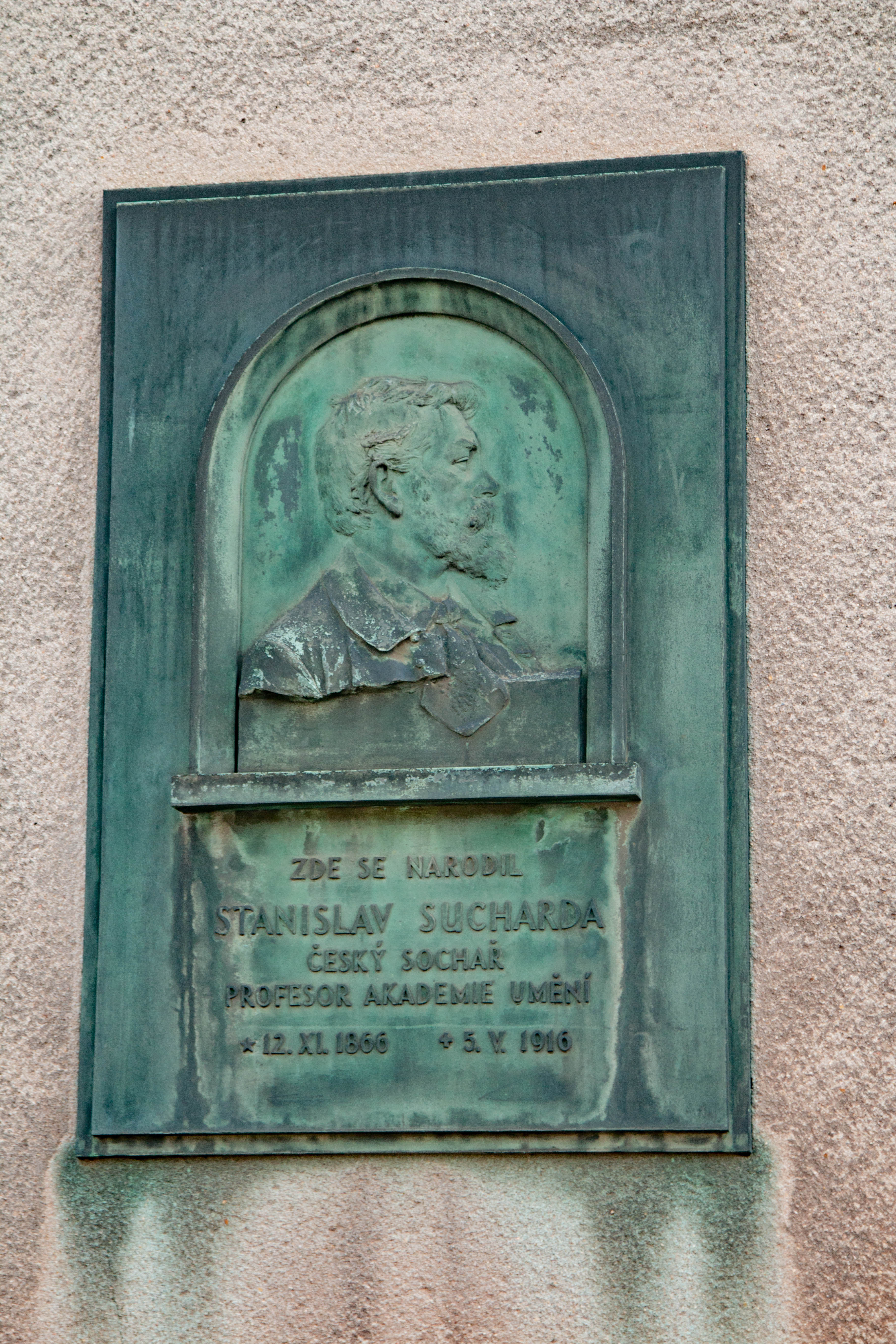
Pamětní deska na rodném domě sochaře Stanislava Suchardy v Nové Pace

Stanislav Sucharda (12. listopadu 1866 Nová Paka – 5. května 1916 Bubeneč) byl český sochař, medailér a designér. Vytvářel monumentální sochařská díla jako pomník Františka Palackého v Praze, medaile a plakety.

## Život
Pocházel ze staré řezbářské a sochařské rodiny Suchardů na Novopacku, jejímž zakladatelem byl Jan Sucharda (1770–1820). Stanislavův otec byl Janův vnuk Antonín Sucharda, matka Anna byla rozená Šádková, dcera novopackého mlynáře. Stanislav měl čtyři sourozence a všichni se podíleli na činnosti rodinné dílny. Bratři Bohuslav a Vojtěch jako sochaři, sestry Anna a Miroslava se staly malířkami.
Stanislav Sucharda začal studovat sochařství u Josefa Maudera na Uměleckoprůmyslové škole (1884) a po krátkém pobytu na Vídeňské akademii přešel do Prahy, kde roku 1892 absolvoval jako žák J. V. Myslbeka na Uměleckoprůmyslové škole (1886–1892). Na škole zůstal jako Myslbekův asistent a pomocný učitel modelování.
Všichni členové rodiny Suchardových byli aktivními členy Sokola a po příchodu do Prahy Stanislav působil v místní organizaci jako cvičitel. Pro Sokol vytvořil množství plaket, odznaků a reliéfů.
Roku 1894 se oženil s Annou Grohovou (1870–1923), s níž měl syna Stanislava (* 1896) a dceru Martu (1899–1986). Dekretem c. a k. ministerstva kultu a vyučování byl 28. února 1899 jmenován řádným profesorem. V letech 1894–1915 působil jako profesor sochařství Umělecko-průmyslové školy v Praze. Podnikl zahraniční studijní cesty do Německa, Francie a Itálie (1889–1892, se svým otcem), později sám navštívil Francii a Anglii (1903), Holandsko a Belgii (1905), Itálii a Francii (1907, 1908), Anglii, Belgii a Německo (1908) a znovu Francii (1909). Počátkem 1. světové války společně s bratrem Vojtou narukovali jako vojáci na východní frontu. Na následky válečného zranění zemřel po návratu do Čech předčasnou smrtí roku 1916, zatímco Vojta upadl do ruského zajetí.
V letech 1895–1896 pro něj architekt a stavitel František Schlaffer podle návrhu Jana Kouly postavil vilu v Bubenči u Prahy ve Slavíčkově ulici čp. 151/15, jejíž ateliér ale po Suchardově vítězství v soutěži na pomník Františka Palackého pro vytvoření tak rozsáhlého díla nestačil; proto mu v letech 1904–1907  architekt Jan Kotěra vyprojektoval a postavil nedaleko novou vilu s ateliérem ve Slavíčkově ulici čp. 248/VII. Ve vile se nachází muzeum Stanislava Suchardy a jeho odkaz udržuje nadace, založená v roce 2008 jeho vnuky.
Byl členem SVU Mánes od roku 1896 a členem České akademie věd a umění (1901). V letech 1900–1904, 1906, 1909 a 1911 byl předsedou SVU Mánes.

## Dílo

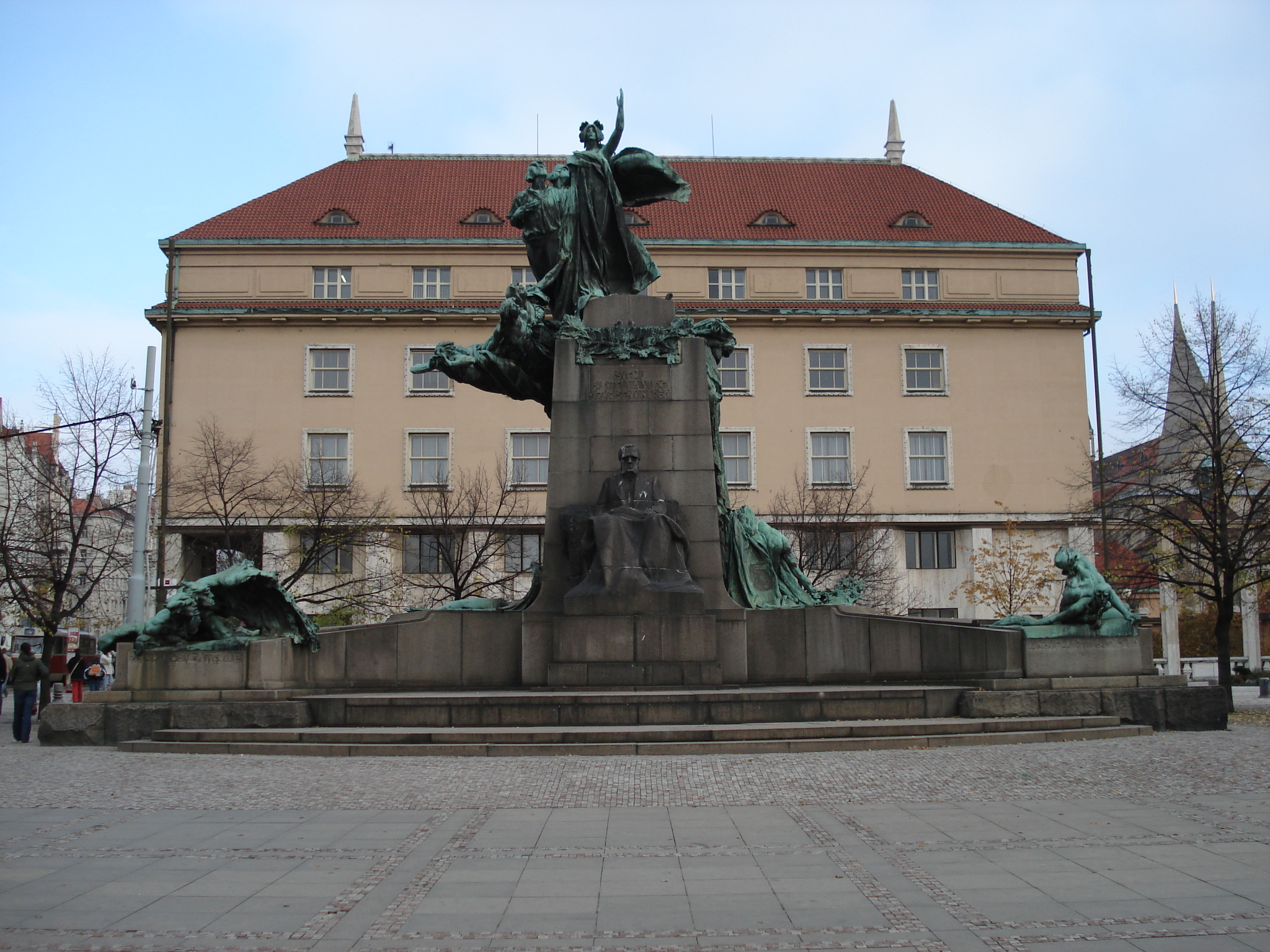
Pomník Františka Palackého (S. Sucharda autorem centrální části, skupiny po stranách vytvořil J. Mařatka)

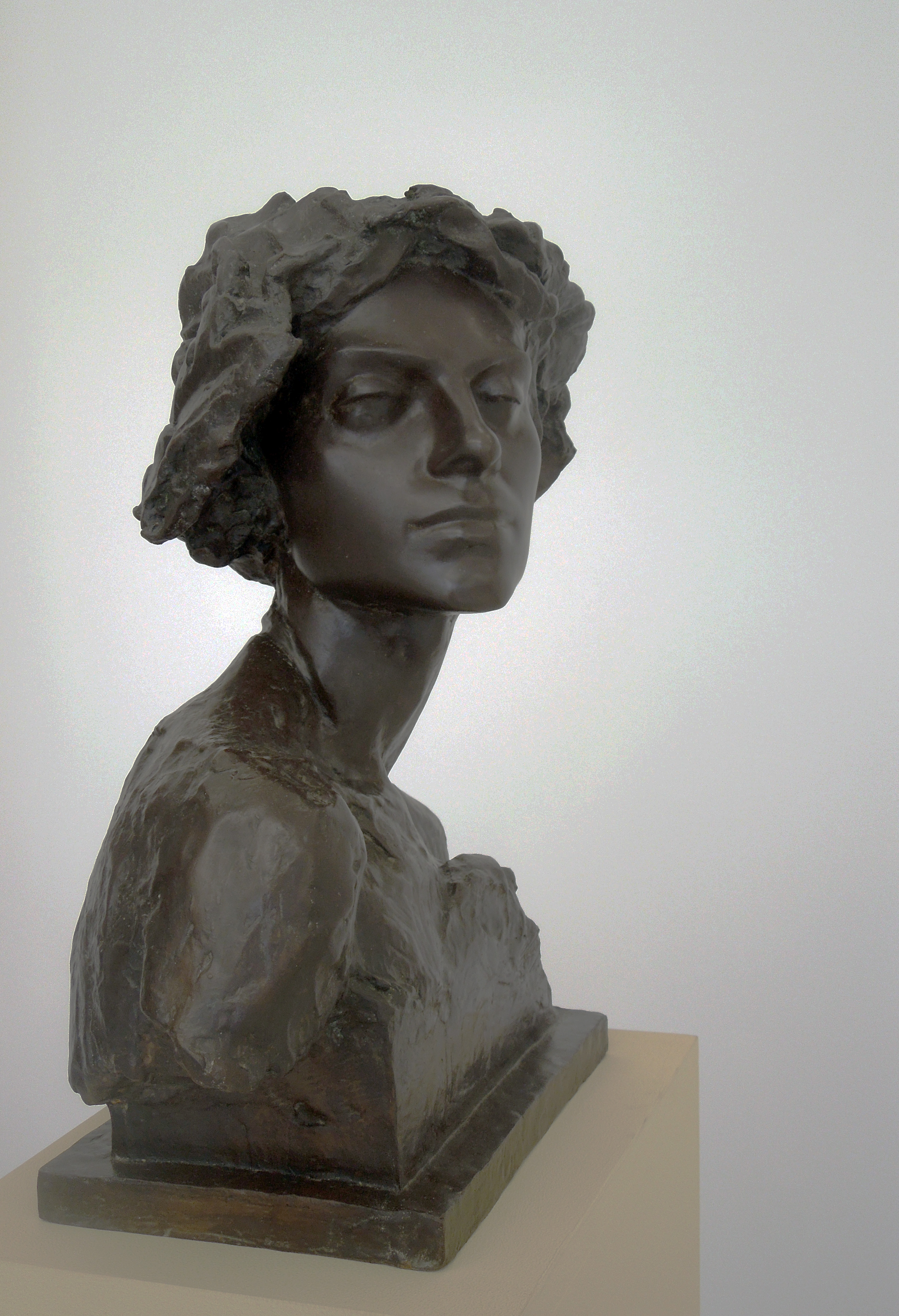
Vlasta Zindlová (1911)

Jeho rané dílo v období 90. let bylo ovlivněno převládajícím silným patriotickým cítěním i Myslbekovým realismem. Zájem o selský lid a rodinná a intimní povaha reliéfní kompozice Ukolébavka (1892) mu získala popularitu a také Reichelovu cenu vídeňského Künstlerhausu. V dalších reliéfech a plaketách se uplatňuje symbolistní a secesní stylizace (Vrba, 1897, Mzda). Od počáteční plné plasticity postupně přechází ke snižování reliéfu až téměř k jeho pozadí a ve stále větší míře uplatňuje účinek světla.
Francouzské vlivy, inspirované zejména Augustem Rodinem po jeho výstavě v Praze (1902), se projevily potřebou integrovat všechny moderní směry v sochařství a rozvinutím Suchardova vlastního lyrického cítění v secesním stylu a v ideovém souznění se svými vrstevníky a přáteli, jimiž byli malíři František Bílek a Jan Preisler, sochař Josef Mařatka a architekt Jan Kotěra. Dokladem spolupráce s Kotěrou jsou Suchardovy figurální dekorace u vchodu do Národního domu v Prostějově nebo na průčelí muzea v Hradci Králové.
Sucharda byl již svými současníky velmi ceněn, nejen jako sochař monumentální plastiky. Jeho vrcholným dílem je pomník Františka Palackého v Praze, který době svého vzniku symbolizoval úspěšnou emancipaci českého národa a jeho cestu k vlastní státnosti. V roce 1901, kdy spolu s architektem Aloisem Dryákem získali v soutěži 1. cenu, obdržel Sucharda také Řád Františka Josefa. Bronzové sochy symbolizují mýtus o znovuzrození českého národa, zatímco vlastní sedící figura Františka Palackého, která vznikla později, má modernější a zjednodušený tvar oproštěný od detailů.
Věnoval se také komorním formátům – plaketám, dekorativním reliéfům tepaným z mědi či odlévaným z litiny, medailím a odznakům v nízkém reliéfu. Jeho medailérská tvorba zahrnuje na 150 položek. Obdržel řadu mezinárodních ocenění (1904 – stříbrná a zlatá medaile na světové výstavě v St. Louis, první cena v soutěži na prémii Rakouské společnosti pro podporu medailérského umění a drobné plastiky (medaile Jaro), třetí cena v soutěži vídeňského uměleckoprůmyslového muzea, malá zlatá medaile na umělecké výstavě v mnichovském Glasplastu, 1910 – zlatá medaile na mezinárodní výstavě medailérského umění v Bruselu, 1913 – zlatá medaile na mezinárodní výstavě medailérského umění v Gentu). Roku 1915 se Sucharda stal prvním profesorem medailérské školy na pražské Akademii.
K jeho spolupracovníkům patřil Jože Plečnik, na jehož podnět vytvořil plakety a reliéfy zdobené českými polodrahokamy, většinou používané hradní kanceláří jako čestné dary. Suchardu inspiroval také k realizaci pomníkových kompozic, jako První Pražané, Nanebevzetí Husa, Žižka.
Sucharda je autorem množství podobizen významných osobností, příbuzných, přátel i prací na zakázku. Vrchol jeho portrétního umění představují ženské hlavy z let 1910–1916. Kolem roku 1910 se Sucharda seznámil s Vlastou Zindlovou, která se stala jeho přítelkyní a jejíž tvář je zachycena na mnoha kresbách, reliéfech i plastikách.

### Známá díla
- Nejznámější komorní díla: Vltava, Praha, Ukolébavka, Vrba – náměty ze selského života, národopisné idylické reliéfy mánesovské inspirace, příbuzné práce navrhovali také Quido Kocian nebo František Úprka; Suchardova reliéfní kompozice Ukolébavka je motivem tří československých poštovních známek z roku 1937 (autor: grafik a rytec Bohumil Heinz).
- Plastická výzdoba levého křídla Wilsonova nádraží v Praze
- Pomník Františka Palackého v Praze (1912), architektonickou část navrhl Alois Dryák
- Reliéfy pro secesní vily v Praze: Pieckova vila čp. 234/IV v Mickiewiczově ulici 3 na Hradčanech,[zdroj?] vlastní Suchardova vila s ateliérem v Bubenči[11]
- Plastická výzdoba Obecního domu v Praze
- Pomník Mistra Jana Husa, Pečky (1913–1914)
- S Frantou Anýžem se podílel na dekorativní výzdobě při dostavbě katedrály sv. Víta, v kapli sv. Václava to je náhrobní tumba sv. Václava a na ní stojící tabernákl se svícny (1916), projekt zůstal nedokončen
- Dvě portrétní plastiky slavných osobností ve foyeru Národního divadla
- Busty J. S. Presla (1898), Jana Norberta z Neuberka (1898), Václava Hanky (1900) a knížete Rudolfa Kinského (1899), všechny v Pantheonu Národního muzea v Praze; odlité v bronzu
- Sochy na fasádě Městské spořitelny pražské v Rytířské ulici od arch. Antonína Wiehla a Osvalda Polívky. 536/I v Praze 1, Rytířská 2, 22, 29 (1892–1894)[12]
- Socha Krista uzdravujícího, ve výklenkové kapli na Křížové cestě v Chlumu u Lomnice nad Popelkou na Semilsku
- Plakety a medaile k odhalení pomníku Františka Palackého
- Odznaky pro Všesokolské slety 1908, 1912 (razil Fr. Anýž)
- Bronzové plakety – novoročenky Franty Anýže
- Plaketa s portréty dětí Jindřicha Waldese
- Cyklus plaket s motivy z Erbenovy Kytice
- Alegorické figury sedících žen na rizalitech Muzea východních Čech v Hradci Králové[13]

### Pozůstalost
Umělecká pozůstalost je uložena v Uměleckoprůmyslovém muzeu v Praze, jednotlivá díla jsou v Národní galerii v Praze, v Galerii hlavního města Prahy, v Národním muzeu a v regionálních muzeích v Nové Pace a v Hořicích. Rukopisná pozůstalost zůstala v majetku rodiny.